# La Balme-d'Épy
La Balme-d'Épy là một xã của tỉnh Jura, thuộc vùng Bourgogne-Franche-Comté, miền đông nước Pháp.